# Takatsukasa Masamichi
Takatsukasa Masamichi (jap. 鷹司 政通; * 22. August 1789; † 29. November 1868 (Meiji 1/10/16)) war ein Spross der durch Takatsukasa Nobufusa neubelebten hochadligen Familie Takatsukasa, ursprünglich von Konoe Iezane abstammend, die als eine der go-sekke für würdig genug galt, Regenten für japanische Herrscher zu stellen.
Masamichi war der erste Sohn Masahiros. Als Regent für Ninkō, später Kōmei, amtierte er 33 Jahre von 1823 bis 1856. Zugleich war er 1842–48 Großkanzler. Da er mit der älteren Schwester  von Tokugawa Nariaki des Daimyō von Mito verheiratet war, der entschieden für die „Vertreibung der Barbaren“ (Ausländer) eintrat, konnte er in der krisenhaften Zeit nach Ankunft des Kommodore Perry aufgrund seiner Familienbindungen als Mittler zwischen Hof und bakufu auftreten. Für seine Rolle bei der Ansei-Säuberung (Ansei no Taigoku) wurde er 1857 bis an sein Lebensende unter Hausarrest gestellt.
Zusätzlich zu seinen zahlreichen eigenen Kindern adoptierte er sechs weitere. In andere Familien gegeben wurden u. a. Tokudaiji Kin’ito (徳大寺 公純; 1821–1883) und Kujō Yusatsune oder Yukitsune (九条 幸経; 1823–1859).